# Finale de la Coupe d'Europe des vainqueurs de coupe 1962-1963
La finale de la Coupe d'Europe des vainqueurs de coupe 1962-1963 est la 3e finale de la Coupe d'Europe des vainqueurs de coupe, organisée par l'UEFA. Ce match de football a lieu le 15 mai 1963 au stade de Feyenoord de Rotterdam, aux Pays-Bas.
Elle oppose l'équipe anglaise de Tottenham Hotspur aux Espagnols de l'Atlético Madrid. Le match se termine par une victoire des Londoniens sur le score final de 5 buts à 1, ce qui constitue leur premier sacre dans la compétition ainsi que leur premier titre européen.

## Parcours des finalistes
Note : dans les résultats ci-dessous, le score du finaliste est toujours donné en premier (D : domicile ; E : extérieur).
| Tottenham Hotspur | Tottenham Hotspur | Tottenham Hotspur | Tottenham Hotspur |                  | Atlético Madrid | Atlético Madrid | Atlético Madrid | Atlético Madrid |
| ----------------- | ----------------- | ----------------- | ----------------- | ---------------- | --------------- | --------------- | --------------- | --------------- |
| Adversaire        | Total             | Aller             | Retour            | Tour             | Adversaire      | Total           | Aller           | Retour          |
| Glasgow Rangers   | 8 - 4             | 5 - 2 (D)         | 3 - 2 (E)         | Premier tour     | Hibernians FC   | 5 - 0           | 4 - 0 (D)       | 1 - 0 (E)       |
| Slovan Bratislava | 6 - 2             | 0 - 2 (E)         | 6 - 0 (D)         | Quarts de finale | Botev Plovdiv   | 5 - 1           | 1 - 1 (E)       | 4 - 0 (D)       |
| OFK Belgrade      | 5 - 2             | 2 - 1 (E)         | 3 - 1 (D)         | Demi-finales     | 1. FC Nuremberg | 3 - 2           | 1 - 2 (E)       | 2 - 0 (D)       |

## Match
| ·              |                    |  |
| Titulaires :   |                    |  |
|                |                    |  |
| 1              | Bill Brown         |  |
| 2              | Peter Baker (en)   |  |
| 3              | Ron Henry (en)     |  |
| 4              | Danny Blanchflower |  |
| 5              | Maurice Norman     |  |
| 6              | Tony Marchi        |  |
| 7              | Cliff Jones        |  |
| 8              | John White         |  |
| 9              | Bobby Smith        |  |
| 10             | Jimmy Greaves      |  |
| 11             | Terry Dyson (en)   |  |
|                |                    |  |
| Entraîneur :   |                    |  |
| Bill Nicholson |                    |  |

| ·               |                           |  |
| Titulaires :    |                           |  |
|                 |                           |  |
| 1               | Edgardo Madinabeytia (en) |  |
| 2               | Feliciano Rivilla         |  |
| 3               | Rodríguez López (en)      |  |
| 4               | Ramiro (en)               |  |
| 5               | Jorge Griffa (en)         |  |
| 6               | Jesús Glaría              |  |
| 7               | Miguel Jones (en)         |  |
| 8               | Adelardo Rodríguez        |  |
| 9               | Chuzo (en)                |  |
| 10              | Mendonça                  |  |
| 11              | Enrique Collar            |  |
|                 |                           |  |
| Entraîneur :    |                           |  |
| Sabino Barinaga |                           |  |

| ·              |                    |  |
| Titulaires :   |                    |  |
|                |                    |  |
| 1              | Bill Brown         |  |
| 2              | Peter Baker (en)   |  |
| 3              | Ron Henry (en)     |  |
| 4              | Danny Blanchflower |  |
| 5              | Maurice Norman     |  |
| 6              | Tony Marchi        |  |
| 7              | Cliff Jones        |  |
| 8              | John White         |  |
| 9              | Bobby Smith        |  |
| 10             | Jimmy Greaves      |  |
| 11             | Terry Dyson (en)   |  |
|                |                    |  |
| Entraîneur :   |                    |  |
| Bill Nicholson |                    |  |

| ·               |                           |  |
| Titulaires :    |                           |  |
|                 |                           |  |
| 1               | Edgardo Madinabeytia (en) |  |
| 2               | Feliciano Rivilla         |  |
| 3               | Rodríguez López (en)      |  |
| 4               | Ramiro (en)               |  |
| 5               | Jorge Griffa (en)         |  |
| 6               | Jesús Glaría              |  |
| 7               | Miguel Jones (en)         |  |
| 8               | Adelardo Rodríguez        |  |
| 9               | Chuzo (en)                |  |
| 10              | Mendonça                  |  |
| 11              | Enrique Collar            |  |
|                 |                           |  |
| Entraîneur :    |                           |  |
| Sabino Barinaga |                           |  |